# Charles Pourny
Charles Pourny (París, 5 de juliol de 1839 - idm. 25 de setembre de 1905) fou un compositor francès del Romanticisme.
Començà a donar-se a conèixer com a autor de couplets en els cafés-concerts, en els que s'hi representaren algunes operetes amb música Pourny, entre elles Chez un garçon (1864) i La clochette (1870). Posteriorment estrenà en el teatre Folies-Dramatiques de París l'òpera bufa en tres actes Mazeppa; també és autor de l'opereta Un gilet de flanelle.